# Ngataki
Ngataki ist eine kleine Siedlung im Far North District der Region Northland auf der Nordinsel von Neuseeland.

## Geographie
Die Siedlung befindet sich auf der Aupōuri Peninsula, rund 46 km nordwestlich von Kaitaia am New Zealand State Highway 1, auf halber Strecke zwischen Te Kao rund 10 km nordwestlich und Houhora rund 8 km südöstlich. Bis zur Ostküste sind es knapp 4 km und zur Westküste mit dem Ninety Mile Beach knapp 8 km. Der Ngataki Stream fließt durch die Siedlung. Westlich der Siedlung befinden sich einige kleine Seen, darunter Lake Half, Swan Lake und südlich der Siedlung der Waihopo Lake.